# 杜新春
杜新春（1904年4月20日—1943年）是台灣法官（當時稱為判事），台中州新高郡集集街（現南投縣集集鎮）出身，日治時代在日本內地和台灣擔任法官。正七位、高等官六等。王育德姐夫。

## 略歷
名古屋第八高等學校畢業。1928年，京都帝國大學法學科在學中，高等文官試驗司法科合格。1929年，京大法學科畢業。1930年，任東京地方裁判所司法官試補，翌年12月任該裁判所判事。1932年10月，轉任台南地方法院嘉義支部合議部兼單獨部判官。1943年，卒於任內。